# مشتق توابع مثلثاتی
مشتق‌گیری از تابع‌های مثلثاتی یک فرایند ریاضی است که برای یافتن مشتق یک تابع مثلثاتی یا نرخ تغییرات آن برحسب متغیر، انجام می‌شود. مشتق همه تابع‌های مثلثاتی را می‌توان برحسب مشتق سینوس و کسینوس به دست آورد. زیرا همه این تابع‌ها را می‌توان به صورت تابعی از سینوس یا کسینوس بیان کرد. قاعده خارج قسمت برای مشتق‌گیری از تابع مورد نظر به کار می‌رود. مشتق تابع‌های وارون مثلثاتی با استفاده از مشتق ضمنی و مشتق تابع‌های معمول مثلثاتی، قابل محاسبه است.

## فهرست مشتق تابع‌های مثلثاتی و وارون آن‌ها
به‌طور خلاصه، مشتق تابع‌های مثلثاتی و مشتق تابع‌های وارون مثلثاتی را می‌توان در جدول زیر نشان داد:
| تابع                    | مشتق                             | تابع وارون                                | مشتق تابع وارون                                       |
| ----------------------- | -------------------------------- | ----------------------------------------- | ----------------------------------------------------- |
| {\displaystyle \sin(x)} | {\displaystyle \cos(x)}          | {\displaystyle \arcsin(x)}                | {\displaystyle {\frac {1}{\sqrt {1-x^{2}}}}}          |
| {\displaystyle \cos(x)} | {\displaystyle -\sin(x)}         | {\displaystyle \arccos(x)}                | {\displaystyle {\frac {-1}{\sqrt {1-x^{2}}}}}         |
| {\displaystyle \tan(x)} | {\displaystyle \sec ^{2}(x)}     | {\displaystyle \arctan(x)}                | {\displaystyle {\frac {1}{1+x^{2}}}}                  |
| {\displaystyle \cot(x)} | {\displaystyle -\csc ^{2}(x)}    | {\displaystyle \operatorname {arccot}(x)} | {\displaystyle {\frac {-1}{1+x^{2}}}}                 |
| {\displaystyle \sec(x)} | {\displaystyle \sec(x).\tan(x)}  | {\displaystyle \operatorname {arcsec}(x)} | {\displaystyle {\frac {1}{x^{2}{\sqrt {1-x^{-2}}}}}}  |
| {\displaystyle \csc(x)} | {\displaystyle -\csc(x).\cot(x)} | {\displaystyle \operatorname {arccsc}(x)} | {\displaystyle {\frac {-1}{x^{2}{\sqrt {1-x^{-2}}}}}} |

## اثبات مشتق تابع‌های مثلثاتی
برای اثبات مشتق‌ها نخست باید چند قضیه مهم حد که در استخراج رابطه برای مشتق‌ها مورد نیاز هستند، اثبات شوند.

### حدsin θ/θدر θ→۰

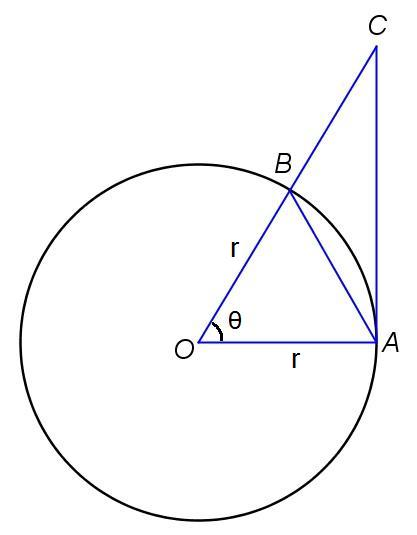
دایره به مرکز O و شعاع r

نمودار سمت چپ، یک دایره به مرکز O و شعاع r را نشان می‌دهد. زاویه θ در مرکز دایره قرار دارد و از دو شعاع OA و OB ساخته شده‌است. از آن‌جایی که می‌خواهیم θ را به سمت صفر میل دهیم، آن را یک مقدار کوچک مثبت در نظر می‌گیریم.
اکنون دو مثلث OAB و OAC و قطاع دایره‌ای OAB بین آن‌ها را در نظر می‌گیریم. از روی شکل به سادگی می‌توان گفت که نامعادله زیر بین مساحت این سه شکل برقرار است:
مساحت مثلث OAB <مساحت قطاع OAB <مساحت مثلث OAC.
برپایه تابع‌های مثلثاتی، مساحت مثلث‌ها به دست می‌آید:
- مثلث OAB (کوچک): ۱/۲ ||OA||. ||OB|| .sinθ = ۱/۲ r۲ .sinθ
- مثلث OAC (بزرگ): ۱/۲ ||OA||. ||AC|| = ۱/۲ r. r.tanθ = ۱/۲ r۲ .tanθ

مساحت قطاع OAB که روبرو به زاویه θ است، نیز برابر است با ۱/۲ θr۲.
با جایگذاری مقادیر بالا در نامعادله، داریم:
۱/۲ r۲.sinθ <۱/۲ r۲. θ <۱/۲ r۲.tanθ.
از آن‌جایی که شعاع دایره بزرگتر از صفر است، می‌توان طرف‌های نامعادله را بر r۲ تقسیم کرد. هم‌چنین با توجه به این که زاویه θ بزرگ‌تر از صفر است، سینوس آن نیز بزرگ‌تر از صفر می‌باشد و می‌توان طرف‌های نامعادله را بر sinθ نیز تقسیم کرد؛ بنابراین، نامعادله به صورت زیر در می‌آید:
۱ <θ/sinθ <۱/cosθ ⇒ ۱> sinθ/θ> cosθ
در نامعادله دوم خط بالا، طرف‌های نامعادله معکوس شدند و از آن‌جایی که هر سه طرف مثبت هستند، پس از معکوس کردن، علامت نامساوی نیز عکس می‌شود. اگر از این نامعادله را در نزدیکی صفر حد بگیریم:
- طرف سمت چپ نامعادله مقدار ثابت یک است.
- طرف راست نامعادله، cos(θ) است که با نزدیک شدن به صفر، مقدار آن به یک میل می‌کند.

اکنون با استفاده از قضیه فشردگی، می‌توان حد sin x/x در x→۰ را به دست آورد. از آن‌جایی که این تابع بین دو تابع دیگر قرار دارد که حد هر دو در صفر، برابر یک است، پس حد این تابع نیز برابر با یک خواهد بود:
{\displaystyle \lim _{\theta \to 0^{+}}{\tfrac {\sin \theta }{\theta }}=1}.
برای مقدارهای منفی نزدیک به صفر نیز می‌توان از ویژگی فرد بودن تابع سینوس استفاده کرد:
{\displaystyle \lim _{\theta \to 0^{-}}{\tfrac {\sin \theta }{\theta }}=\lim _{\theta \to 0^{+}}{\tfrac {\sin(-\theta )}{-\theta }}=\lim _{\theta \to 0^{+}}{\tfrac {-\sin \theta }{-\theta }}=\lim _{\theta \to 0^{+}}{\tfrac {\sin \theta }{\theta }}=1}.

### حدcos θ - ۱/θدر θ→۰
در این بخش، از نتیجه بخش پیشین استفاده می‌شود. برخلاف سینوس، کسینوس در نزدیکی صفر، همواره مثبت است؛ بنابراین علامت θ در محاسبه، اهمیتی ندارد.
{\displaystyle \lim _{\theta \to 0}\left({\tfrac {\cos \theta -1}{\theta }}\right)=\lim _{\theta \to 0}\left[\left({\tfrac {\cos \theta -1}{\theta }}\right)\left({\tfrac {\cos \theta +1}{\cos \theta +1}}\right)\right]=\lim _{\theta \to 0}\left({\tfrac {\cos ^{2}\theta -1}{\theta (\cos \theta +1)}}\right)}.
اتحاد sin۲θ + cos۲θ = ۱ را می‌توان به صورت cos۲θ - ۱ = -sin۲θ نیز نوشت؛ بنابراین با دانستن این که حد حاصل‌ضرب با حاصل‌ضرب حدها برابر است، حد بالا به صورت زیر در می‌آید:
{\displaystyle \lim _{\theta \to 0}\left({\tfrac {\cos \theta -1}{\theta }}\right)=\lim _{\theta \to 0}\left({\tfrac {-\sin ^{2}\theta }{\theta (\cos \theta +1)}}\right)=\lim _{\theta \to 0}\left({\tfrac {-\sin \theta }{\theta }}\right)\times \lim _{\theta \to 0}\left({\tfrac {\sin \theta }{\cos \theta +1}}\right)=(-1)\times {\frac {0}{2}}=0}.

### حدtan θ/θدر θ→۰
با بهره گرفتن از حد تابع سینوس، فرد بودن تابع تانژانت و این که حد حاصل‌ضرب با حاصل‌ضرب حدها برابر است، داریم:
{\displaystyle \lim _{\theta \to 0^{-}}{\tfrac {\tan \theta }{\theta }}=\lim _{\theta \to 0^{+}}{\tfrac {\tan \theta }{\theta }}=\lim _{\theta \to 0}{\tfrac {\tan \theta }{\theta }}=\lim _{\theta \to 0}{\tfrac {\sin \theta }{\theta }}\times \lim _{\theta \to 0}{\tfrac {1}{\cos \theta }}=1\times 1=1}.

### مشتق تابع سینوس
برای به دست آوردن مشتق تابع سینوس، از تعریف مشتق استفاده می‌کنیم:
{\displaystyle {\tfrac {\operatorname {d} }{\operatorname {d} \!\theta }}\,\sin \theta =\lim _{\delta \to 0}\left({\tfrac {\sin(\theta +\delta )-\sin \theta }{\delta }}\right)}.
با استفاده از اتحاد جمع دو زاویه (sin(α+β) = sin α cos β + sin β cos α) داریم:
{\displaystyle {\tfrac {\operatorname {d} }{\operatorname {d} \!\theta }}\,\sin \theta =\lim _{\delta \to 0}\left({\tfrac {\sin \theta \cos \delta +\sin \delta \cos \theta -\sin \theta }{\delta }}\right)=\lim _{\delta \to 0}\left[\left({\tfrac {\sin \delta }{\delta }}\cos \theta \right)+\left({\tfrac {\cos \delta -1}{\delta }}\sin \theta \right)\right]}.
با استفاده از حد تابع‌های سینوس و کسینوس (که بالاتر، اثبات شده‌اند):
{\displaystyle {\tfrac {\operatorname {d} }{\operatorname {d} \!\theta }}\,\sin \theta =(1\times \cos \theta )+(0\times \sin \theta )=\cos \theta }.

### مشتق تابع کسینوس

#### از تعریف مشتق
برای محاسبه مشتق تابع کسینوس، از تعریف مشتق به صورت زیر بهره می‌بریم:
{\displaystyle {\tfrac {\operatorname {d} }{\operatorname {d} \!\theta }}\,\cos \theta =\lim _{\delta \to 0}\left({\tfrac {\cos(\theta +\delta )-\cos \theta }{\delta }}\right)}.
با سود بردن از اتحاد cos(α+β) = cos α cos β – sin α sin β داریم:
{\displaystyle {\tfrac {\operatorname {d} }{\operatorname {d} \!\theta }}\,\cos \theta =\lim _{\delta \to 0}\left({\tfrac {\cos \theta \cos \delta -\sin \theta \sin \delta -\cos \theta }{\delta }}\right)=\lim _{\delta \to 0}\left[\left({\tfrac {\cos \delta -1}{\delta }}\cos \theta \right)-\left({\tfrac {\sin \delta }{\delta }}\sin \theta \right)\right]}.
با استفاده از حد تابع‌های سینوس و کسینوس (که بالاتر، اثبات شده‌اند):
{\displaystyle {\tfrac {\operatorname {d} }{\operatorname {d} \!\theta }}\,\cos \theta =(0\times \cos \theta )-(1\times \sin \theta )=-\sin \theta }.

#### استفاده از قاعده زنجیری
برای بهره بردن از قاعده زنجیری در محاسبه مشتق تابع کسینوس، از مشتق تابع سینوس (که بالاتر به دست آمده) و اتحاد زیر استفاده می‌کنیم:
{\displaystyle \cos \theta =\sin \left(\theta +{\tfrac {\pi }{2}}\right)}.
با مشتق‌گیری از دو طرف اتحاد بالا داریم:
{\displaystyle {\tfrac {\operatorname {d} }{\operatorname {d} \!\theta }}\cos \theta ={\tfrac {\operatorname {d} }{\operatorname {d} \!\theta }}\sin \left(\theta +{\tfrac {\pi }{2}}\right)}.
استفاده از قاعده زنجیری، با در نظر گرفتن دو تابع به صورت f(θ)=sinθ , g(θ)=θ+π/۲ نتیجه می‌دهد:
{\displaystyle {\tfrac {\operatorname {d} }{\operatorname {d} \!\theta }}f\!\left(g\!\left(x\right)\right)=f^{\prime }\!\left(g\!\left(x\right)\right)\cdot g^{\prime }\!\left(x\right)=\cos \left(\theta +{\tfrac {\pi }{2}}\right)\cdot (1+0)=\cos \left(\theta +{\tfrac {\pi }{2}}\right)}.
بازنویسی رابطه بالا، منجر به رابطه زیر می‌شود:
{\displaystyle \cos \left(\theta +{\tfrac {\pi }{2}}\right)=\sin \left(\left(\theta +{\tfrac {\pi }{2}}\right)+{\tfrac {\pi }{2}}\right)=\sin \left(\theta +\pi \right)=-\sin \theta }.
بنابراین نشان دادیم که
{\displaystyle {\tfrac {\operatorname {d} }{\operatorname {d} \!\theta }}\cos \theta =-\sin \theta }.

### مشتق تابع تانژانت

#### استفاده از تعریف مشتق
برای محاسبه مشتق تابع تانژانت، از تعریف مشتق به صورت زیر بهره می‌بریم:
{\displaystyle {\tfrac {\operatorname {d} }{\operatorname {d} \!\theta }}\,\tan \theta =\lim _{\delta \to 0}\left({\tfrac {\tan(\theta +\delta )-\tan \theta }{\delta }}\right)}.
با استفاده از اتحاد جمع دو زاویه (tan(α+β) = (tan α + tan β) / (1 - tan α tan β)) داریم:
{\displaystyle {\tfrac {\operatorname {d} }{\operatorname {d} \!\theta }}\,\tan \theta =\lim _{\delta \to 0}\left[{\frac {{\tfrac {\tan \theta +\tan \delta }{1-\tan \theta \tan \delta }}-\tan \theta }{\delta }}\right]=\lim _{\delta \to 0}\left[{\tfrac {\tan \theta +\tan \delta -\tan \theta +\tan ^{2}\theta \tan \delta }{\delta \left(1-\tan \theta \tan \delta \right)}}\right]}.
پس از تبدیل حد حاصل‌ضرب به حاصل‌ضرب حدها:
{\displaystyle {\tfrac {\operatorname {d} }{\operatorname {d} \!\theta }}\,\tan \theta =\lim _{\delta \to 0}{\tfrac {\tan \delta }{\delta }}\times \lim _{\delta \to 0}\left({\tfrac {1+\tan ^{2}\theta }{1-\tan \theta \tan \delta }}\right)}.
اکنون از حد تابع تانژانت و به صفر میل کردن تانژانت در نزدیکی صفر، بهره می‌بریم:
{\displaystyle {\tfrac {\operatorname {d} }{\operatorname {d} \!\theta }}\,\tan \theta =1\times {\tfrac {1+\tan ^{2}\theta }{1-0}}=1+\tan ^{2}\theta }.
رابطه بالا را به صورت زیر نیز می‌توان نوشت:
{\displaystyle {\tfrac {\operatorname {d} }{\operatorname {d} \!\theta }}\,\tan \theta =1+{\tfrac {\sin ^{2}\theta }{\cos ^{2}\theta }}={\tfrac {\cos ^{2}\theta +\sin ^{2}\theta }{\cos ^{2}\theta }}={\tfrac {1}{\cos ^{2}\theta }}=\sec ^{2}\theta }.

#### از قاعده زنجیری
می‌توان مشتق تابع تانژانت را با قاعده زنجیری نیز به دست آورد:
{\displaystyle {\tfrac {\operatorname {d} }{\operatorname {d} \!\theta }}\tan \theta ={\tfrac {\operatorname {d} }{\operatorname {d} \!\theta }}{\tfrac {\sin \theta }{\cos \theta }}={\tfrac {\left(\sin \theta \right)^{\prime }\cdot \cos \theta -\sin \theta \cdot \left(\cos \theta \right)^{\prime }}{\cos ^{2}\theta }}={\tfrac {\cos ^{2}\theta +\sin ^{2}\theta }{\cos ^{2}\theta }}}.
صورت کسر، بنابر قضیه فیثاغورس، برابر ۱ است. در نتیجه:
{\displaystyle {\tfrac {\operatorname {d} }{\operatorname {d} \!\theta }}\tan \theta ={\tfrac {1}{\cos ^{2}\theta }}=\sec ^{2}\theta }.

## اثبات مشتق تابع‌های وارون مثلثاتی
برای محاسبه مشتق تابع‌های وارون مثلثاتی، متغیر y را به عنوان تابع وارون مثلثاتی در نظر می‌گیریم که مشتق‌گیری از آن، مد نظر است. با مشتق‌گیری ضمنی و حل معادله برای dy/dx، مشتق تابع وارون برحسب y پیدا می‌شود. برای تبدیل dy/dx به تابعی بر حسب x می‌توانیم از اتحادهای مثلثاتی مانند قضیه فیثاغورس بهره بگیریم.

### مشتق تابع وارون سینوس
تابع وارون سینوس را به صورت (y=arcsin(x در بازه -π/۲ ≤ y ≤ π/۲ تعریف می‌کنیم؛ بنابراین sin(y)=x. اکنون با استفاده از مشتق ضمنی و حل آن برای dy/dx داریم:
{\displaystyle {d \over dx}\sin y={d \over dx}x}
{\displaystyle {dy \over dx}\cos y=1}
با جایگذاری {\displaystyle \cos y={\sqrt {1-\sin ^{2}y}}} و سپس (x=sin(y در معادله بالا:
{\displaystyle {dy \over dx}{\sqrt {1-\sin ^{2}y}}=1}
{\displaystyle {dy \over dx}{\sqrt {1-x^{2}}}=1}
{\displaystyle {dy \over dx}={\frac {1}{\sqrt {1-x^{2}}}}}

### مشتق تابع وارون کسینوس
تابع وارون کسینوس را به صورت (y=arccos(x در بازه ۰ ≤ y ≤ π تعریف می‌کنیم؛ بنابراین cos(y)=x. اکنون با استفاده از مشتق ضمنی و حل آن برای dy/dx داریم:
{\displaystyle {d \over dx}\cos y={d \over dx}x}
{\displaystyle -{dy \over dx}\sin y=1}
با جایگذاری {\displaystyle \sin y={\sqrt {1-\cos ^{2}y}}} و سپس (x=cos(y در معادله بالا:
{\displaystyle -{dy \over dx}{\sqrt {1-\cos ^{2}y}}=1}
{\displaystyle -{dy \over dx}{\sqrt {1-x^{2}}}=1}
{\displaystyle {dy \over dx}=-{\frac {1}{\sqrt {1-x^{2}}}}}

### مشتق تابع وارون تانژانت
تابع وارون تانژانت را به صورت (y=arctan(x در بازه -π/۲ ≤ y ≤ π/۲ تعریف می‌کنیم؛ بنابراین tan(y)=x. اکنون با استفاده از مشتق ضمنی و حل آن برای dy/dx داریم:
{\displaystyle {d \over dx}\tan y={d \over dx}x}
طرف چپ:
{\displaystyle {d \over dx}\tan y={d \over dx}{\frac {\sin y}{\cos y}}={\frac {{dy \over dx}\cos ^{2}y+\sin ^{2}y{dy \over dx}}{\cos ^{2}y}}={dy \over dx}\left(1+\tan ^{2}y\right)}
طرف راست:
{\displaystyle {d \over dx}x=1}
بنابراین
{\displaystyle {dy \over dx}(1+\tan ^{2}y)=1}
با جایگذاری (x=tan(y در معادله بالا:
{\displaystyle {dy \over dx}(1+x^{2})=1}
{\displaystyle {dy \over dx}={\frac {1}{1+x^{2}}}}

### مشتق تابع وارون کتانژانت
تابع وارون کتانژانت را به صورت (y=arccot(x در بازه -π/۲ ≤ y ≤ π/۲ تعریف می‌کنیم؛ بنابراین cot(y)=x. اکنون با استفاده از مشتق ضمنی و حل آن برای dy/dx داریم:
{\displaystyle {d \over dx}\cot y={d \over dx}x}
{\displaystyle {dy \over dx}-\csc ^{2}y=1}
با جایگذاری {\displaystyle 1+\cot ^{2}y=\csc ^{2}y} در معادله بالا:
{\displaystyle {dy \over dx}-(1+\cot ^{2}y)=1}
با جایگذاری (x=cot(y در معادله بالا:
{\displaystyle {dy \over dx}-(1+x^{2})=1}
{\displaystyle {dy \over dx}=-{\frac {1}{1+x^{2}}}}